# Joseph Epping
Joseph Epping (født 1. december 1835 i Bevergern ved Ems, død 22. august 1894 i Exaeten) var en tysk astronom og assyriolog.
Epping trådte 1859 ind i jesuitterordenen, var en tid ansat som lærer i matematik og astronomi ved kollegiet i Maria-Laach; 1872-76 indehavde han et professorat i matematik ved den tekniske højskole i Quito og levede resten af sit liv som lærer i matematik og astronomi ved seminarierne Blijenbeck og Exaeten i Limburg i Holland.
Sammen med J.N. Strassmaier har Epping leveret en række arbejder, der har været grundlæggende for et videregående studium af den babyloniske astronomi. Således har Epping bestemt begyndelsen af den seleucidiske æra, karakteren af det babyloniske år, dagens begyndelse og inddeling samt, at måneden rettede sig efter nymåne.
Han har tillige påvist, at kaldæerne kunde forudsige meget nøjagtig planeternes heliakiske op- og nedgang, opposition og retrograde bevægelse og tillige angive deres stilling til bestemte fiksstjerner. Ligeledes at de kunde forudberegne nymåne og sol- og måneformørkelse.
Foruden sit hovedværk Astronomisches aus Babylon (1889) har han publiceret sine resultater dels alene, dels sammen med Strassmaier i Stimmen aus Maria-Laach, bind 21 (1881) og bind 39 (1890) og i "Zeitschrift für Assyriologie" IV-VIII (1889-93).